# Gare de La Rochelle-Porte-Dauphine
Pour les articles homonymes, voir Gare de la Porte.
Ne doit pas être confondu avec Gare de La Rochelle-Ville.
La gare de La Rochelle-Porte-Dauphine est une gare ferroviaire française de la ligne de La Rochelle-Ville à La Rochelle-Pallice. Elle est située au nord du centre-ville de La Rochelle, non loin de la porte Dauphine, de la piscine municipale, de la cité administrative et des lycées du centre. C'est l'une des deux gares de la ville avec la gare de La Rochelle-Ville.
Elle est mise en service en 2008, par la Société nationale des chemins de fer français (SNCF), en tant que halte ferroviaire. Elle est desservie par des trains express régionaux du réseau TER Nouvelle-Aquitaine.

## Situation ferroviaire
Établie à 4 mètres d'altitude, la gare La Rochelle-Porte-Dauphine est située au point kilométrique (PK) 2,515 de la ligne de La Rochelle-Ville à La Rochelle-Pallice, après la gare de La Rochelle-Ville.

## Histoire

### Première gare
Conjointement à l’ouverture du port de la Pallice, une ligne ferroviaire à voie unique fut mise en service entre la gare de La Rochelle et le port de commerce de la Pallice en 1891. Elle était destinée aux échanges de marchandises entre les installations portuaires et le reste du réseau ferré, ainsi qu’au transport des voyageurs, qui furent 65 000 à l’utiliser durant l’année 1896. Au niveau local, cette ligne desservait différents secteurs que traverse la ligne via les haltes à Porte-Royale, Porte-Dauphine, Jéricho-La Trompette, la Ferté, Saint-Maurice, Vaugoin et la Pallice. Comme dans le reste du département, les gares secondaires comme celles de la porte Dauphine ou de la porte Royale disparaissent au cours du XXe siècle.

### Gare TER
La réutilisation du site comme celui de la porte Royale est réapparue au début du siècle dans la perspective de recréer un tramway, mais l’échec de la candidature aux Jeux olympiques stoppe le projet. Avec le transfert de la gestion des TER aux Régions, un projet de liaison périurbaine entre Rochefort et La Rochelle est lancé, complété avec la réouverture d'anciennes gares ou la création de nouvelles haltes ferroviaires.
Le site de la porte Dauphine est choisi, réaménagé et partiellement rénové au cours de l'année 2008. Création d’un quai avec le déplacement de la voie actuelle, pour loger une voie d'évitement, remise en état de l’escalier d’accès, aménagement d’un ascenseur, ajout de mobiliers urbain, un abri voyageurs, des sièges… et installation d’un distributeur de billets.
La gare est inaugurée le 18 décembre 2008 en présence du député-maire de La Rochelle, Maxime Bono, de la présidente de la région Poitou-Charentes, Ségolène Royal et de nombreux élus. Elle s'ajoute au réseau de gares de la desserte cadencée TER entre La Rochelle et Rochefort, et constitue le terminus nord de celle-ci. La desserte TER entre ces deux villes, empruntant la ligne de Nantes-Orléans à Saintes qui draine le cœur d'un pôle semi-urbain d'environ 300 000 habitants, est l'une des plus utilisées de la région Poitou-Charentes.

Vue générale de la gare
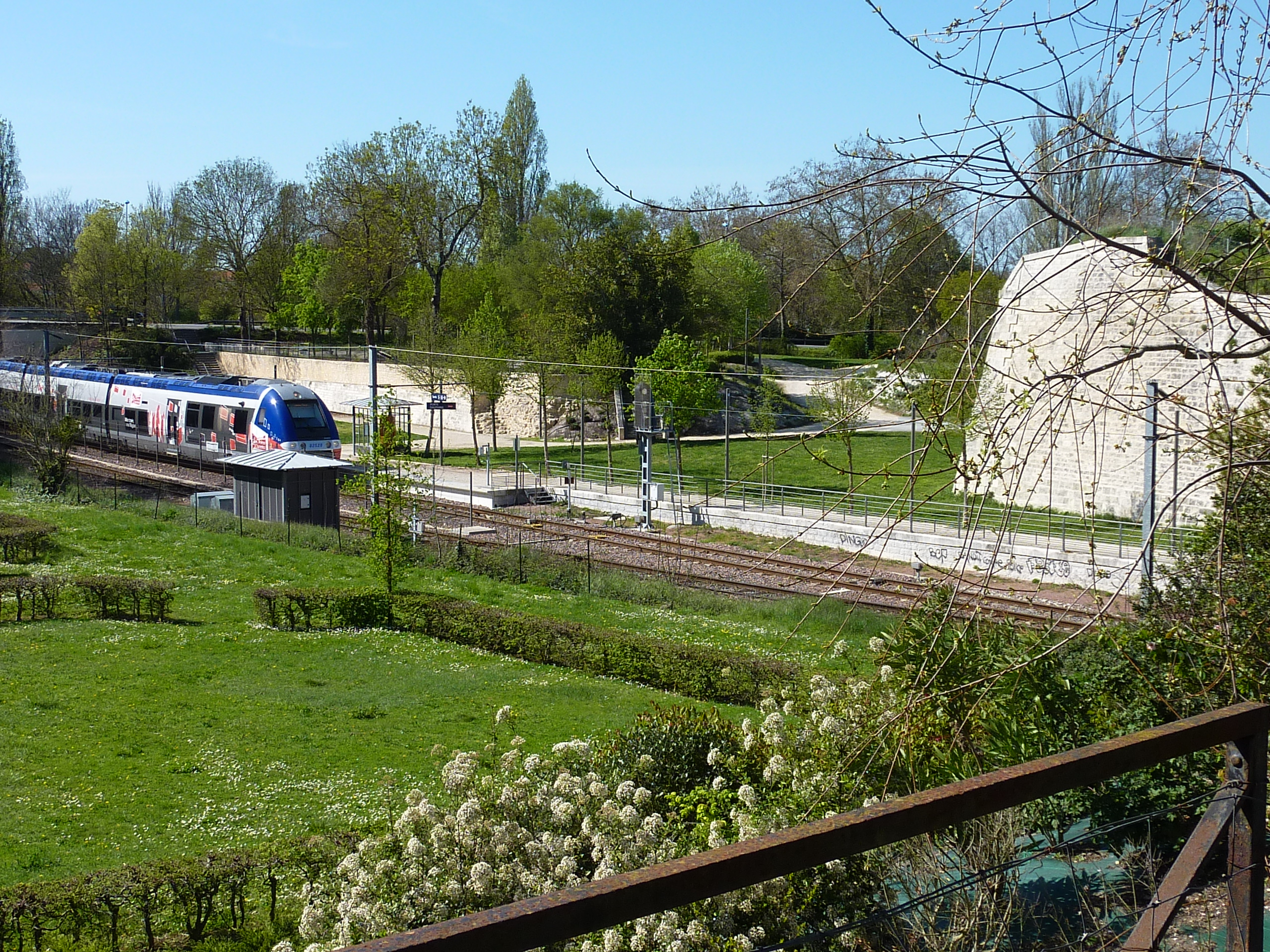
Depuis la porte Dauphine.
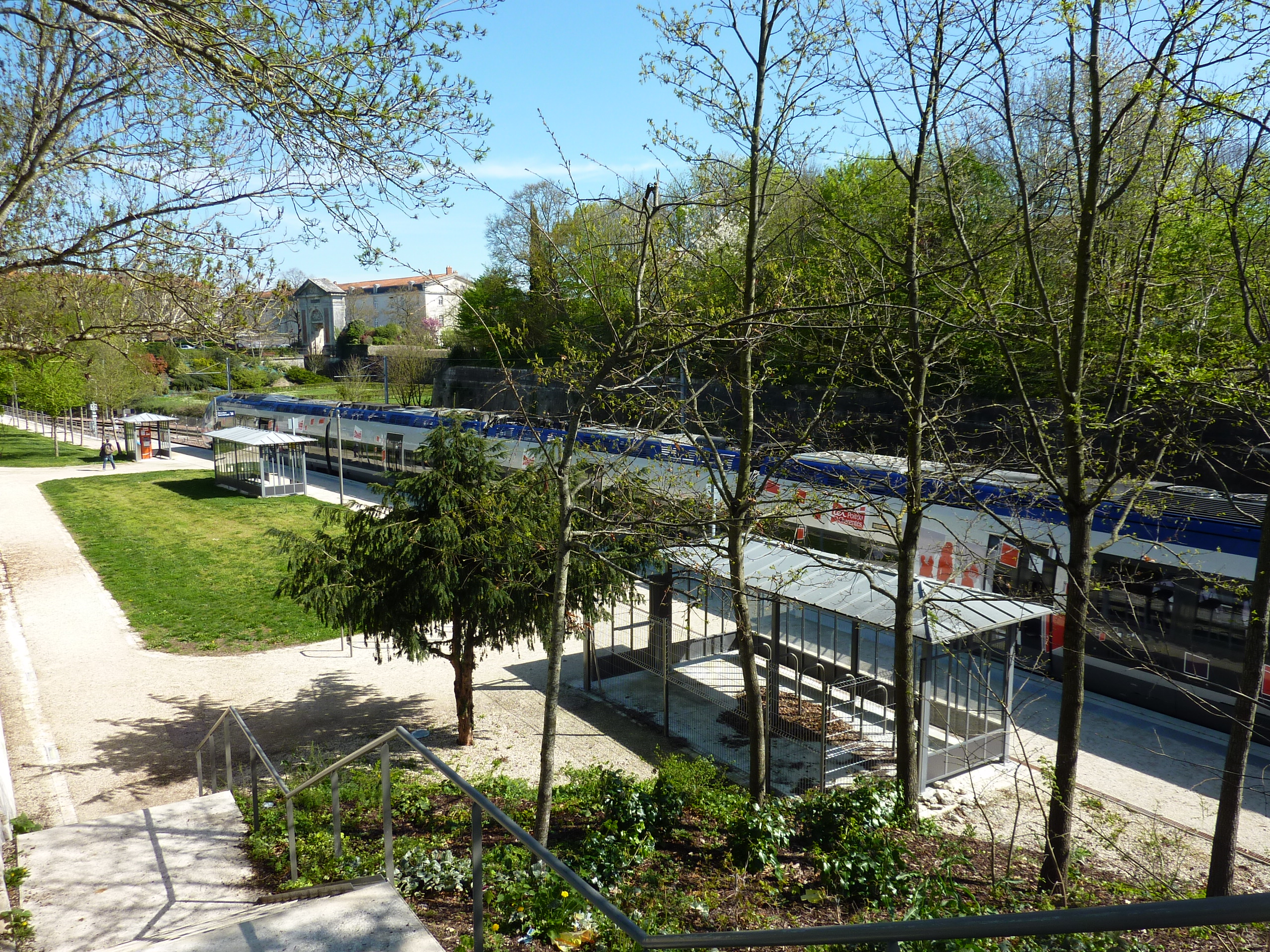
Depuis l'avenue de la Porte-Dauphine.

## Fréquentation
De 2015 à 2023, selon les estimations de la SNCF, la fréquentation annuelle de la gare s'élève aux nombres indiqués dans le tableau ci-dessous.
| Année     | 2015   | 2016   | 2017   | 2018   | 2019   | 2020   | 2021   | 2022   | 2023   |
| --------- | ------ | ------ | ------ | ------ | ------ | ------ | ------ | ------ | ------ |
| Voyageurs | 84 310 | 81 938 | 92 158 | 69 109 | 71 943 | 54 398 | 66 235 | 75 548 | 85 883 |

## Service des voyageurs

### Accueil
Halte SNCF voyageurs, c'est un point d'arrêt non géré (PANG) à entrée libre qui bénéficie d’un distributeur de titres régionaux et de parkings pour vélos et voitures.

### Desserte
Les rames desservant cette gare font partie des lignes 15 et 15U du réseau TER Nouvelle-Aquitaine. Ils partent en direction d'Angoulême, Rochefort, Bordeaux et Saintes.

Installations et desserte
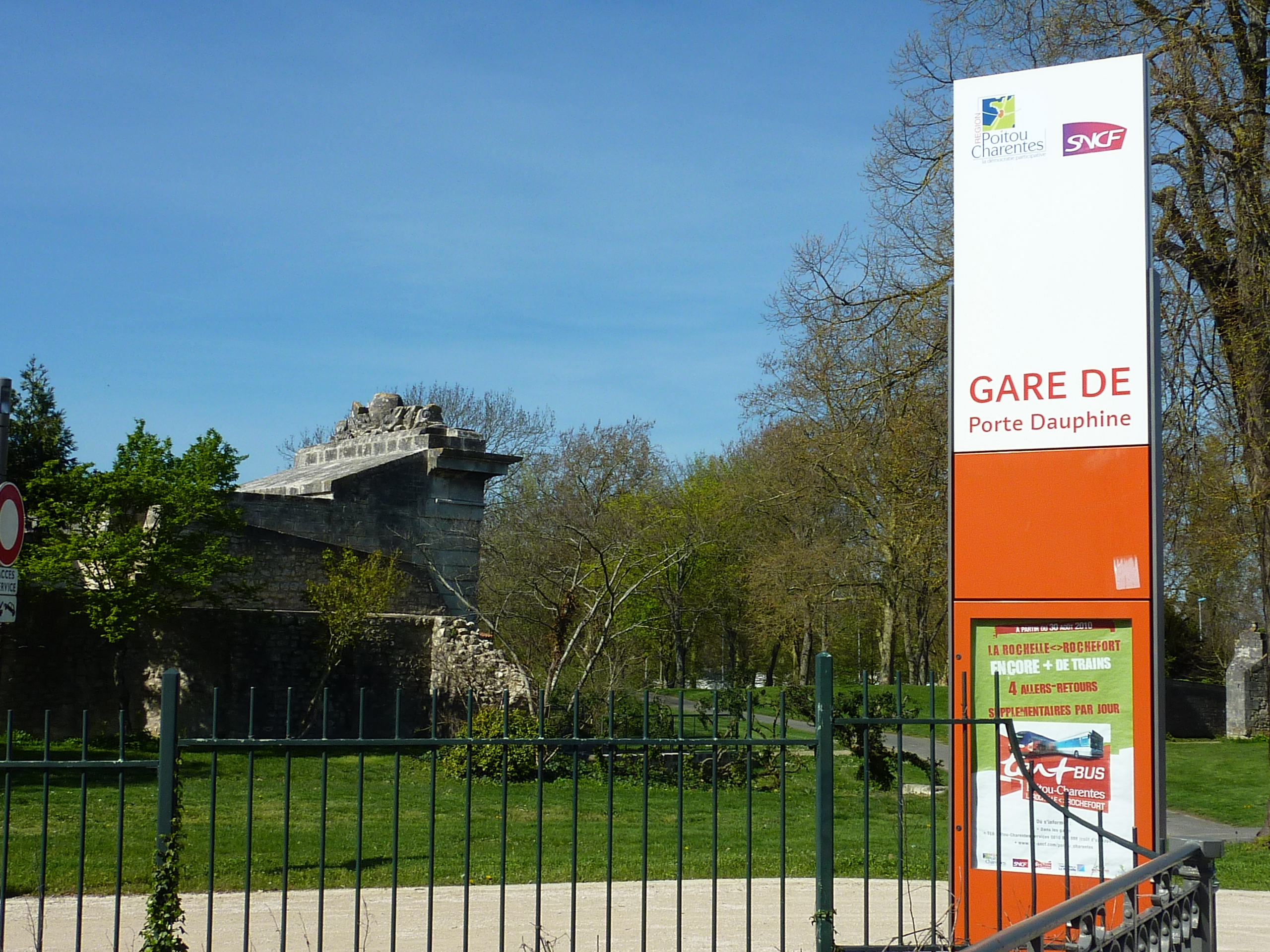
Totem signalant la halte.
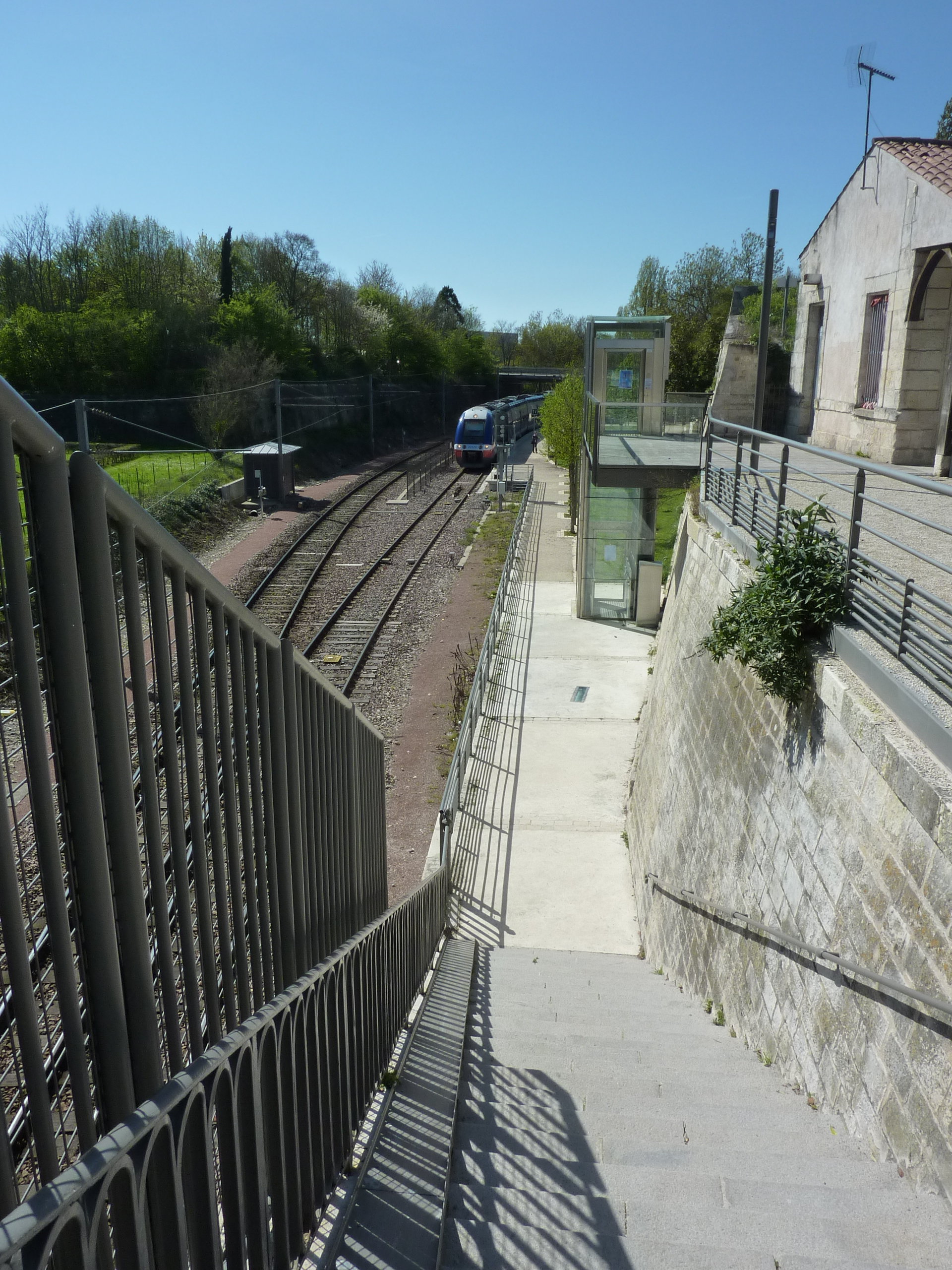
Escalier et ascenseur d'accès au quai.
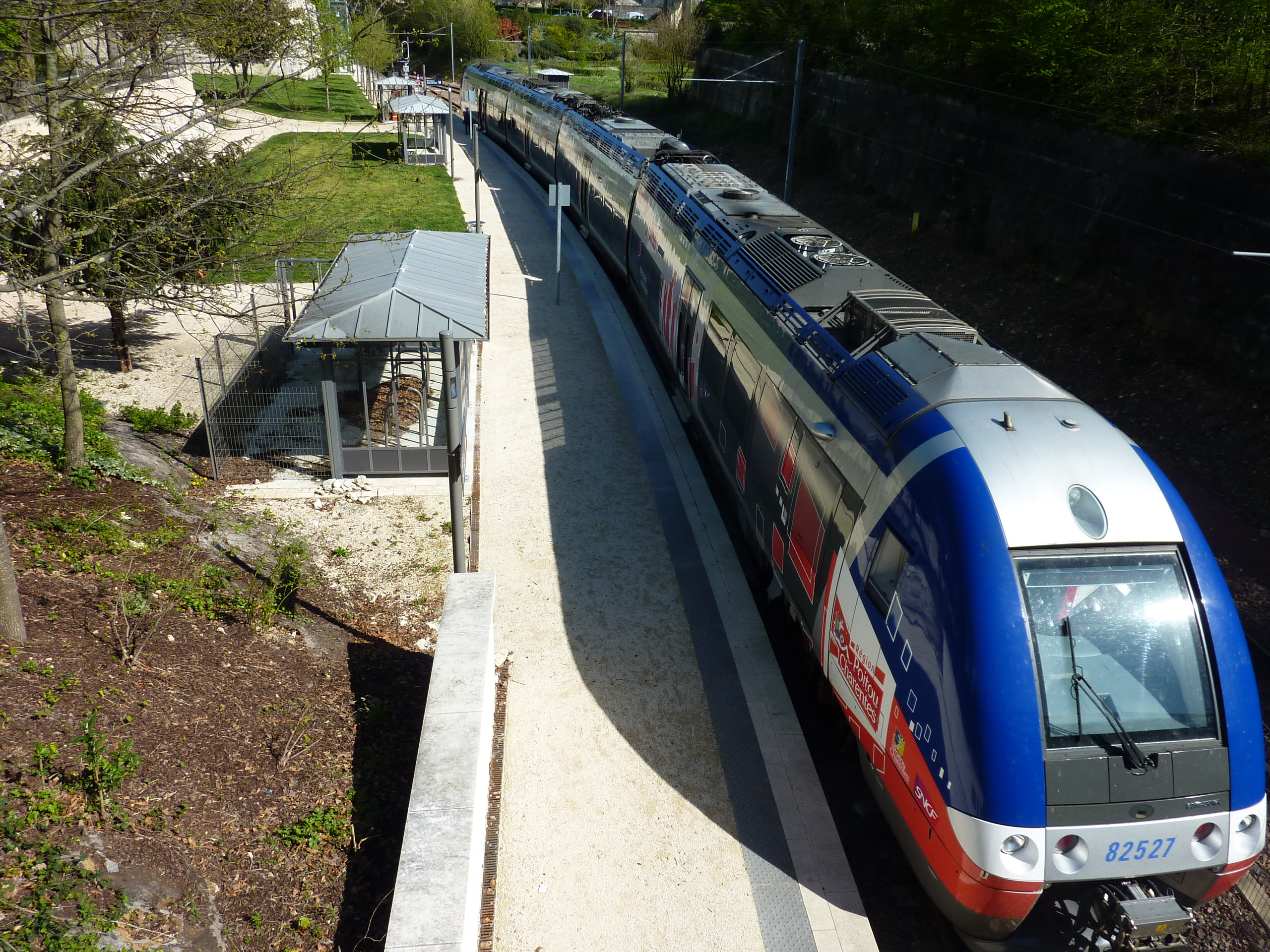
Rame TER 82500 Bombardier à l'arrêt en gare.

### Intermodalité
La gare est desservie par les lignes 3, 10, 12, 13, 14 et 15 la journée et N3 la nuit par le réseau Yélo (service de transports en commun de La Rochelle).